# バリ・シネ
バリ・シネ(Vari Cine)は、テレビ東京の関東ローカル番組で、毎週土曜日27:20～29:00に放送されていた映画番組である。
2009年6月13日の放送をもって終了した。それ以降は海外ドラマを放送していたが、2012年1月7日より2年半ぶりに土曜深夜の映画枠が『サタ☆シネ』として復活する事になった。放送時間は2022年9月17日まで27:15～29:00、2022年10月15日から26:45～28:25または28:35。

## 概要
- 基本的に洋画で日本語字幕だが、作品によっては二ヶ国語放送もする。最近では字幕放送も行われる様になった。
- 『出没!アド街ック天国』が拡大して放送された場合、放送時間の短縮もしくは休止、或いは特別番組などで休止される場合もあった。
- オープニングでは名作映画のキャラクターが次々と集まり、放送される映画の作品名と製作年・製作国を表示した後、花火をバックにした提供クレジットへと進んだ。

## 放送作品の傾向
- 深夜放映という事もあり、ホラー映画やお色気コメディ映画、ドキュメンタリー映画、B級映画などを放送する事が多かった。この傾向は現在の「サタ☆シネ」にも引き継がれている。